# Federazione internazionale delle associazioni di produzione cinematografica
La Federazione internazionale delle associazioni di produzione cinematografica, in acronimo FIAPF (Fédération internationale des associations de producteurs de films), è un'organizzazione internazionale creata nel 1933 e avente sede a Bruxelles, di cui sono membri 34 associazioni nazionali o regionali dei 27 principali paesi in cui si realizzano film o prodotti audiovisivi.

## Obiettivi
La FIAPF fornisce ai membri aiuto nella formulazione di progetti e nel coordinamento in alcuni settori primari quali:
- il copyright/diritto d'autore e la legislazione relativa ai diritti di proprietà intellettuale
- l'applicazione delle leggi relative alla proprietà intellettuale e le attività anti-pirateria
- la diffusione delle tecnologie digitali e il loro impatto sulla filiera economica nel settore della cinematografia
- la standardizzazione, produzione di regolamenti e linee guida
- la modalità di finanziamento pubblico e privato nel settore cinematografico
- i problemi legati alla diffusione e alla commercializzazione dei prodotti cinematografici
- l'attività di supervisione dei più importanti festival cinematografici internazionali.

## Membri
- Asociación General de Productores Cinematográficos (Argentina)
- Instituto Nacional de Cine y Artes Visuales (Argentina)
- Screen Producers Association of Australia (SPAA, Australia)
- Fachverband der Audiovisions und Filmindustrie (Austria)
- Canadian Film and Television Production Association (Canada)
- China Filmmakers Association (Cina)
- Audiovisual Producers' Association (APA, Repubblica Ceca)
- Danish Film and TV Producers (Danimarca)
- Egyptian Chamber of Cinema Industry (Egitto)
- Suomen Elokuvatuottajien Keskusliitto (SEK, Finlandia)
- Spitzenorganisation der Filmwirtschaft e.V. (SPIO, Germania)
- Association of Icelandic Films Producers (Islanda)
- Film Federation of India (India)
- National Film Development Corporation of India (NFDC, (India)
- The Iranian Alliance of Motion Picture Guilds - Khaneh Cinema (Iran)
- Associazione nazionale industrie cinematografiche audiovisive e multimediali (ANICA, Italia)
- Motion Picture Producers Association of Japan (Giappone)
- Netherlands Association of Feature Film Producers (Paesi Bassi)
- Screen Production and Development Association (SPADA, Nuova Zelanda)
- Norske Film and TV Produsenters Forening (Norvegia)
- Film Producers Guild of Russia (Russia)
- Motion Picture Producers Association of Korea (Corea del Sud)
- Korean Motion Picture Producers Association (Corea del Sud)
- Korean Film Commission (KOFIC, Corea del Sud)
- Federación de Asociaciones de Productores Audiovisuales de España (Spagna)
- Swedish Filmproducers' Associations (Svezia)
- Producers Alliance for Cinema and Television (Regno Unito)
- Independent Film and Television Alliance (Stati Uniti d'America)
- Motion Picture Association (Stati Uniti d'America)

## Organigramma 2011-2013
- Presidente: Luis Alberto Scalella
- Primo vicepresidente: T.P. Aggarwal
- Vicepresidenti d'Europa: Renat Davletiarov e Börje Hansson
- Vicepresidenti d'America: Chris Marcich e Jean Prewitt
- Vicepresidenti d'Asia: Mohammad Mehdi Asgarpoor e Sanping Han
- Tesoriere: Michael von Wolkenstein
- Revisori dei conti: Geoff Brown e Laxmanan Suresh
- Altri membri: John Barrack, Bernardo Bergeret, Fabia Buenaventura, Klaus Hansen e Supran Sen
- Presidente onorario: Aurelio De Laurentiis

## Festival cinematografici accreditati
Nel 2008 la FIAPF aveva accreditato 52 festival cinematografici in tutto il mondo. La FIAPF classifica i festival cinematografici in: 
- "Festival cinematografici con film in concorso" (Festivals de cinéma compétitifs / Competitive film festivals)[2];
- "Festival cinematografici specializzati con film in concorso" (Festivals de cinéma compétitifs spécialisés / Competitive Specialised film festivals)[3],
- "Festival cinematografici senza film in concorso"  (Festivals de cinéma non-compétitifs / Non-Competitive film festivals)[4]; e
- "Festival dedicati a documentari o cortometraggi" (Documentaires et courts-métrages / Documentary/Short festivals film)[5]

### Festival cinematografici con film in concorso
- Berlin International Film Festival
- Cairo International Film Festival
- Cannes Film Festival
- International Film Festival of India (Goa)
- Karlovy Vary International Film Festival
- Festival del film Locarno
- Festival internazionale del cinema di Mar del Plata
- Montreal World Film Festival
- Moscow International Film Festival
- Festa del Cinema di Roma (dal 2022)
- San Sebastián International Film Festival
- Shanghai International Film Festival
- Tallinn Black Nights Film Festival
- Tokyo International Film Festival
- Mostra internazionale d'arte cinematografica di Venezia
- Festival internazionale del cinema di Varsavia

### Festival cinematografici specializzati con film in concorso
- International Antalya Golden Orange Film Festival (film europei e dell'Asia centrale)
- Eurasia International Film Festival ( film europei e dell'Asia centrale)
- Brussels International Fantastic Film Festival (film di fantascienza)
- Cartagena Film Festival (film iberici e latino-americani)
- Courmayeur Noir in festival (film gialli)
- Lucas International Children's Film Festival (film per bambini)
- Flanders International Film Festival Ghent (musicali)
- Gijón International Film Festival (musicali)
- International Istanbul Film Festival (film dedicati a letteratura, teatro, musica, danza)
- Jeonju International Film Festival (opere prime)
- International Film Festival of Kerala (Film asiatici, africani e latino americani)
- Molodist Kyiv International Film Festival (opere prime)
- Los Angeles Film Festival (AFI Fest) (documentarie e opere prime e seconde)
- Festival del cinema di Stoccolma (avant-garde)
- Festival international du film francophone de Namur (film francofoni)
- Busan International Film Festival (formerly Pusan International Film Festival) (opere prime asiatiche)
- Sarajevo Film Festival (film dell'Europa centrale e sud-orientale)
- Festroia International Film Festival (film di paesi in cui si producono meno di 20 film l'anno)
- Sitges Film Festival (fantasy e horror)
- Sydney Film Festival (regie d'avant-garde)
- Tallinn Black Nights Film Festival (film europei e dell'Asia centrale)
- Thessaloniki International Film Festival (opere prime)
- Torino Film Festival (opere prime)
- Cine Jove Valencia International Film Festival (opere prime)
- Mostra de València (film di paesi mediterranei)
- New Horizons Film Festival (avant-garde)
- goEast Festival of Central and Eastern European Films in Wiesbaden (Film dell'Europa centro-orientale)
- Transilvania International Film Festival (opere prime e seconde)

### Festival cinematografici senza film in concorso
- Toronto International Film Festival
- Norwegian International Film Festival
- Kolkata Film Festival
- BFI London Film Festival
- Vienna International Film Festival (Viennale)
- Festa del Cinema di Roma (edizioni 2019-2020-2021)

### Festival dedicati a documentari o cortometraggi
- Bilbao International Festival of Documentary and Short Films
- Kraków Film Festival
- International Short Film Festival Oberhausen
- Message to Man
- Tampere Film Festival*